# 三罗铁路
三罗铁路是中华人民共和国广西的一条铁路，又称为岔罗铁路，在黔桂铁路旧线时期连接黔桂铁路在宜州三岔镇的三岔站与罗城县的罗城站与罗城县境内的一些煤矿。

## 历史
建设三罗铁路的目的是为了沿线煤炭外运。1959年4月与1960年1月两次上马，都因缩短基本建设战线而下马停工。1964年新建的广西磷酸盐化工厂，使用了三罗线已建成的路基、龙江大桥，从三岔车站到中团（设线路所）共计3.72公里线路，然后引入厂内专用线4.08公里。1969年2月7日，为解决“北煤南运”的煤炭短缺问题，广西自治区成立6927工程指挥部，建设黔桂铁路到桂北的罗城矿务局、红茂矿务局的煤炭外运支线。1969年4月10日6927工程指挥部组织4.5万民工全面开工建设三罗铁路。1970年1月19日通车至罗城。1972年到1973年，6927工程指挥部组织施工修建了罗城至桥头二号井、至四把镇2号井、至塘底北贯井口的铁路专用线。1973年8月15日全线正式交付使用，广西自治区共投资3004.3万元。产权属罗城矿务局、由柳州铁路局代管营运。三罗铁路在罗城设机务段，配属数台建設型蒸汽機車。80年代中后期从香港九廣鐵路公司购入日本近畿车辆于1974年制造的非空调客车，型号更改为YZ32。
2005年左右，因客流减少等原因，三岔至罗城的8595/6次混合旅客列车停运。
2008年8月14日，由于黔桂铁路新建新线投入运营，老黔桂铁路的三岔站停用，三罗铁路与黔桂铁路的接轨站改为位于六塘镇境内的黔桂铁路新线柳城站。
2009年，运用于三罗铁路的蒸汽机车全部退役，货运列车改为东风4B型内燃机车牵引。

## 现状
目前三罗铁路处于废弃状态，罗城至桥头二号井区间线路已被拆除。南宁铁路局计划将三罗铁路全线、洛茂铁路全线和金红铁路部分区间线路拆除。但由于柳城县川东磷酸盐化工有限公司通过铁路运输原材料和产品，因此需要将柳城站到柳城县川东磷酸盐化工有限公司之间的三罗铁路线路变更为铁路专用线继续使用。
而原先配属于罗城铁路管理段的建设型蒸汽机车目前均已退役。2015年到2016年，南宁铁路局柳州机务段先后将8376号以及8284号两台建设型蒸汽机车运往柳州静态展示。其中8376号机车在送往柳州机务段段内经翻新后，修改车号为1939号于段内火车头广场展示；而8284号建设型蒸汽机车在送往柳州铁道职业技术学院上园办公楼附近后，经翻新于校内广西铁路文化教育基地展示。

## 技术
限制坡度：上行重车方向为10‰，下行方向17‰；最小曲线半径300米，个别困难地段250米；股道有效长550米；钢轨43公斤/米。线路标准均按当时的黔桂铁路标准设计。